# Zastava M87
A Zastava M87 (em sérvio:  Застава М87) é uma metralhadora pesada produzida pela Zastava Arms na Iugoslávia e mais tarde na Sérvia. A M87 é uma cópia da metralhadora pesada soviética NSV. Destina-se a tarefas antiaéreas, mas também é utilizada para ações contra alvos terrestres e marítimos a longas distâncias.

## Operadores
- Bangladesh
- Libéria
- Sérvia

### Ex-operadores
- Sérvia e Montenegro
- Iugoslávia